# Spycker
 Spycker  (en neerlandés Spijker)es una población y comuna francesa, en la región de Norte-Paso de Calais, departamento de Norte, en el distrito de Dunkerque y cantón de Bourbourg.

## Demografía
| 620 | 676 | 1643 | 1485 | 1402 | 1314 |
| Para los censos de 1962 a 1999 la población legal corresponde a la población sin duplicidades (Fuente: INSEE [Consultar]) |     |      |      |      |      |